# Amphoe Cha-am

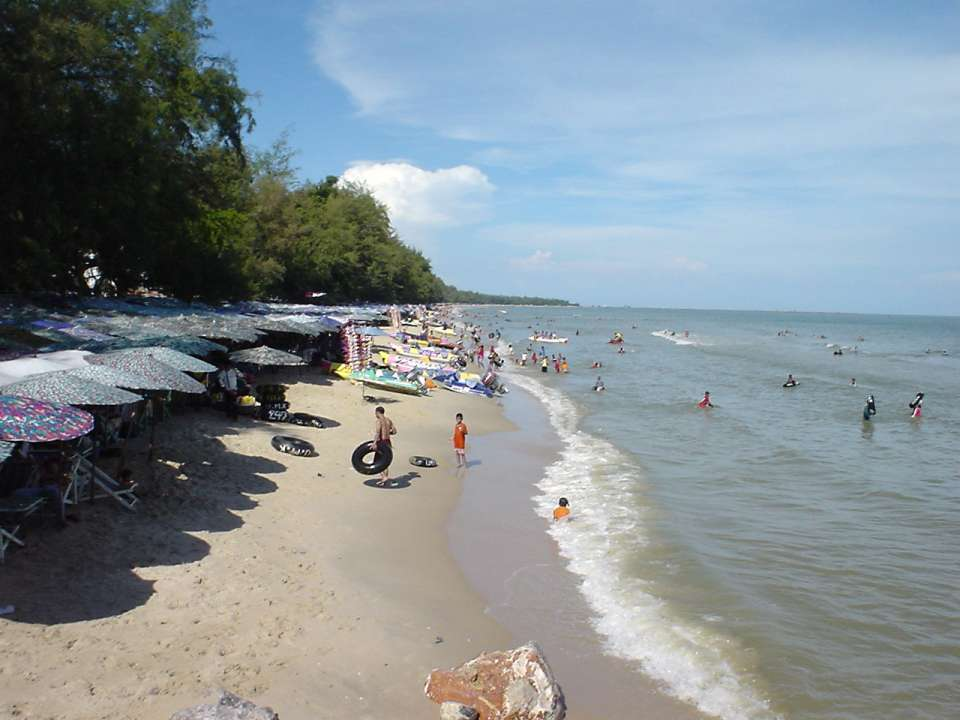
Cha Am strand

Cha Am (Thais ชะอำ) is een district (Amphoe) in het zuidelijke gedeelte van de provincie Changwat Phetchaburi, in centraal Thailand. De hoofdplaats van dit district is de gelijknamige stad Cha-am.
Het district werd gesticht in 1897 met als naam Na Yang, in 1914 werd het districtshoofdkantoor verplaatst naar Ban Nong Chok (nu het district Tha Yang) en werd de naam veranderd in district Nong Chok. Na de Tweede Wereldoorlog verplaatste de regering het kantoor naar Tambon Cha-am en veranderde de districtsnaam in Cha-am.